# Feldsteinkirche Ratekau

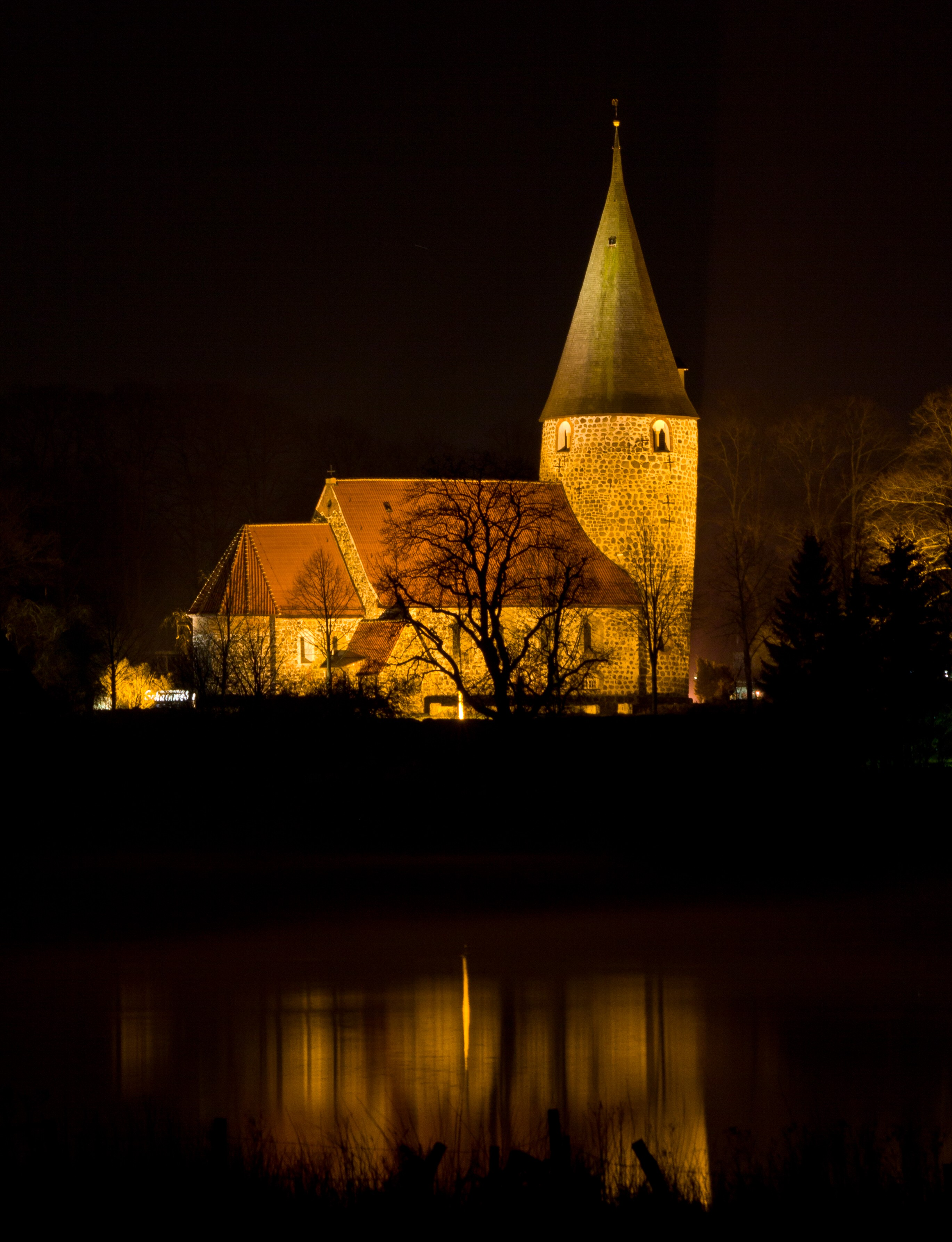
Feldsteinkirche Ratekau, 2012

Die evangelische Feldsteinkirche Ratekau (auch: Vicelinkirche Ratekau, Ratekauer Feldsteinkirche) in Ratekau (Schleswig-Holstein) ist eine der besterhaltenen ostholsteinischen Feldsteinkirchen bzw. Wehrkirchen aus dem 12. Jahrhundert. Die Kirche ist im Wappen der Gemeinde Ratekau abgebildet.

## Geschichte
Der Bau der Ratekauer Kirche wurde im 12. Jahrhundert begonnen, kurz nachdem Wagrien 1138/39 durch die Holsten erobert worden war. 1147 wurde Wagrien von Heinrich dem Löwen dem Grafen Adolf II. von Schauenburg und Holstein zum Lehen gegeben. Adolf II. beauftragte Vizelin mit der Verbreitung des Christentums unter den Slawen. Gleichzeitig begann er die Kolonisation mit Neusiedlern mit christlichen Siedlern. Ebenfalls als Vicelinkirchen bezeichnete Kirchen sind die Petrikirche in Bosau, die St.-Laurentius-Kirche in Süsel und St. Johannis in Neukirchen (Bad Malente).
Der Baubeginn wird auf das Jahr 1156 datiert, zwei Jahre nach Vizelins Tod. Graf Adolf und Bischof Gerold von Oldenburg suchten gemeinsam den Platz aus, wie Helmold von Bosau in seiner Slawenchronik berichtet. Erstmals urkundlich erwähnt wurde die Kirche 1234/1235, als Apsisbogen und Gewölbe erneuert wurden.
Es handelt sich um eine im romanischen Stil errichtete einschiffige Saalkirche mit Chor und Apsis sowie einem 48 Meter hohen (schiefen) Rundturm, der als Wehrturm diente. Die Kirche wurde überwiegend aus Feldsteinen unter Verwendung von Gips-Mörtel vom Segeberger Kalkberg errichtet und hat ein mit Holzschindeln gedecktes Satteldach.  1913 erhielt die Kirche an der Nordseite einen Sakristeianbau in Feldsteinen; Renovierungen erfolgten 1824, 1933 und 1956.
Die evangelische Vicelinkirche wurde von 2008 bis 2011 saniert. Dabei wurden der originale Ziegelfußboden und steinerne Sitzbänke an den Seiten aus der Erbauungszeit gefunden. Seitdem wird sie mit 15 Erdwärmesonden beheizt.

## Ausstattung

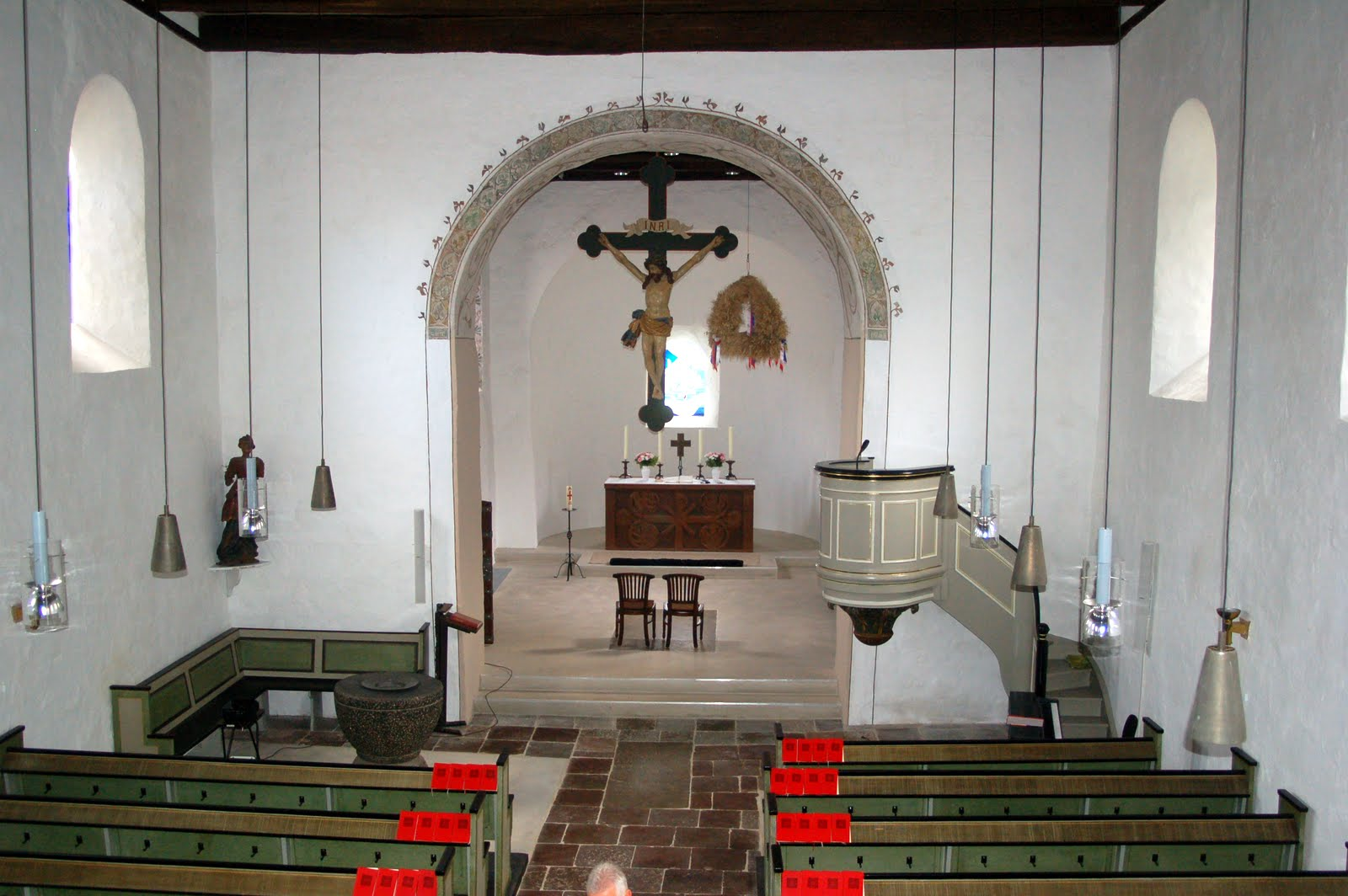
Innenraum (2011)

Durch die verschiedenen durchgreifenden Erneuerungen ist kaum alte Ausstattung erhalten. Richard Haupt beklagte 1888, dass „das Innere der Kirche aufs erbarmungsloseste neu gemacht ist“. Zu den wenigen alten Stücken zählt ein im Apsisbogen hängendes Kruzifix aus dem späten 16. Jahrhundert an einem neueren Kreuz, das 1956 restauriert wurde. Der Kanzelkorb ist das einzig noch verwendete Teil der Ausstattung von 1824. Das Altargemälde von 1824 Christus am Ölberg ist erhalten, aber „abgestellt“.
Der Torso eines Taufengels von 1764, der durch die Kriegseinwirkungen 1806/12 beschädigt und unbrauchbar geworden war, wurde 1991 wiedergefunden und in einer Nische links neben dem Übergang vom Kirchenschiff zum Chor aufgestellt. 2019 erfolgte eine Rekonstruktion der fehlenden Teile. Der um 1812 als Ersatz angefertigte hölzerne Taufständer kam in die Curauer Kirche.

## Orgel

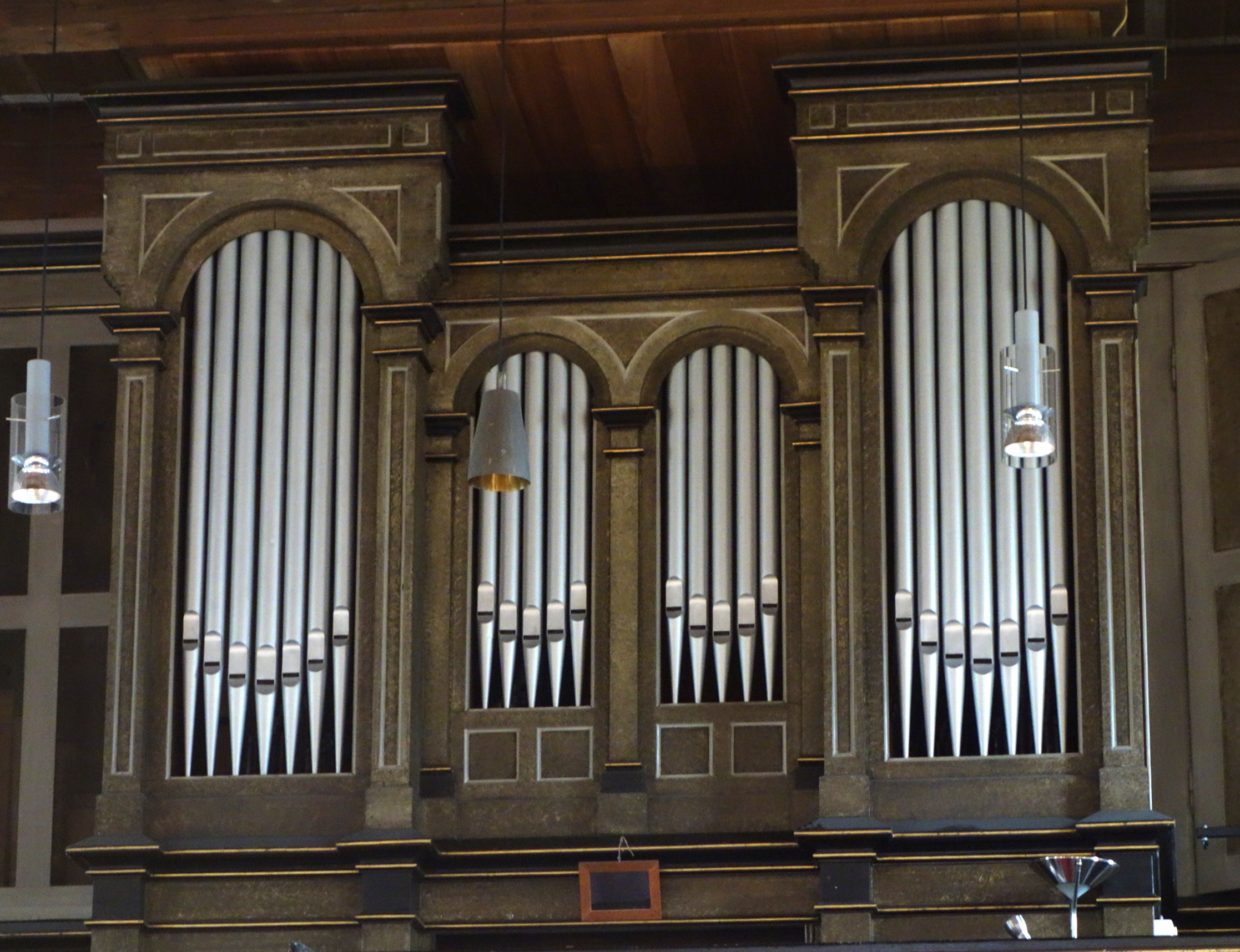
Orgelprospekt (Hauptwerk)

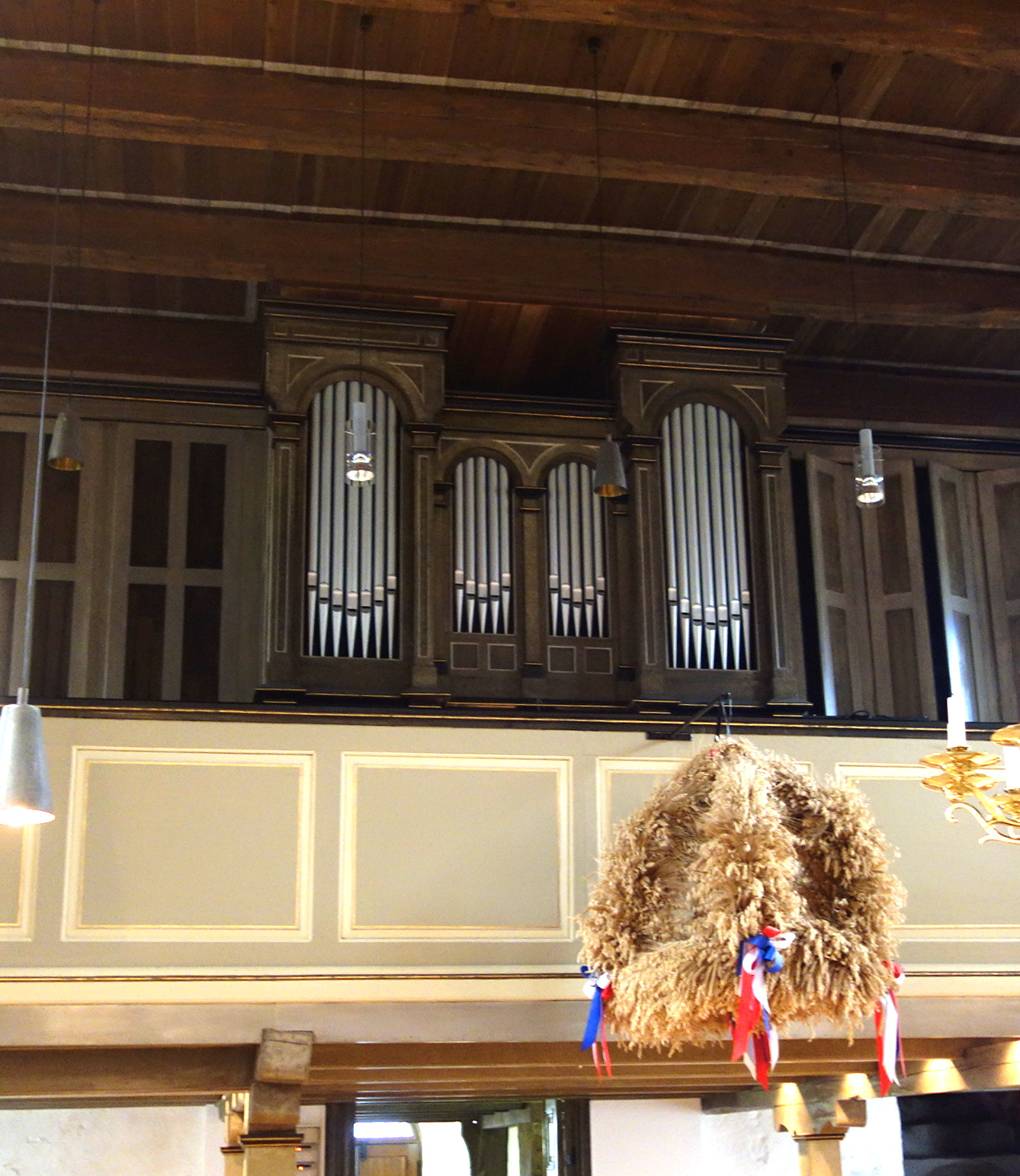
Orgel (Gesamtansicht)

Die erste bekannte Orgel der Kirche stammte aus dem 16. oder 17. Jahrhundert und hatte Hauptwerk mit sieben, ein Rückpositiv mit sechs und ein Pedal mit vier Registern. 1819/20 noch einmal umfassend repariert, waren dennoch um 1890 nur noch fünf Register notdürftig spielbar. Daher erfolgte 1891 ein Orgelneubau durch Marcussen & Sohn, Apenrade (Opus-Nummer 200). Diese Orgel wurde 1959 von Firma E. Kemper & Sohn aus Lübeck im neobarocken Sinne radikal umgestaltet. 1982/83 wurde das Instrument von Orgelbauer G. Christian Lobback, Neuendeich, wieder seinem Originalzustand angenähert. Eine leichte Aufhellung der Disposition wurde dabei bewusst belassen, denn die ursprüngliche Marcussen-Orgel von 1891 hatte keine einzige Mixtur. Zugleich wurde die Orgel um zwei Register erweitert (überblasende Flöte 4' im Hauptwerk, terzhaltige Mixtur im Schwellwerk). Die heutige Disposition lautet:
| I Hauptwerk C–f3 |                 |       |     |
| 1.               | Bordun          | 16′   | M/L |
| 2.               | Principal       | 8′    | M   |
| 3.               | Rohrflöte       | 8′    | L   |
| 4.               | Oktave          | 4′    | M   |
| 5.               | (Travers-)flöte | 4′    | L   |
| 6.               | Quinte          | 2 ⁄3′ | M   |
| 7.               | Oktave          | 2′    | M   |
| 8.               | Mixtur IV–VI    | 1 ⁄3′ | K   |
| 9.               | Trompete        | 8′    | M   |

| II Schwellwerk C–f3 |                         |       |     |
| 10.                 | Gedackt                 | 8′    | M   |
| 11.                 | Geigenprincipal         | 8′    | L   |
| 12.                 | Principal               | 4′    | M   |
| 13.                 | Flauto dolce            | 4′    | M/L |
| 14.                 | Piccolo                 | 2′    | M/L |
| 15.                 | (Cornett-)mixtur II–III | 1 ⁄3′ | L   |
| 16.                 | Oboe                    | 8′    | L   |

| Pedal C–d1 |                  |       |   |
| 17.        | Subbaß           | 16'   | M |
| 18.        | Principal        | 8'    | M |
| 19.        | Oktave           | 4'    | K |
| 20.        | Rauschpfeife III | 2 ⁄3′ | K |
| 21.        | Posaune          | 16'   | L |

M = Marcussen, K = Kemper, L = Lobback
- Koppeln: II/I, I/P
- Traktur: Schleifladen, vollmechanisch

## Glocken

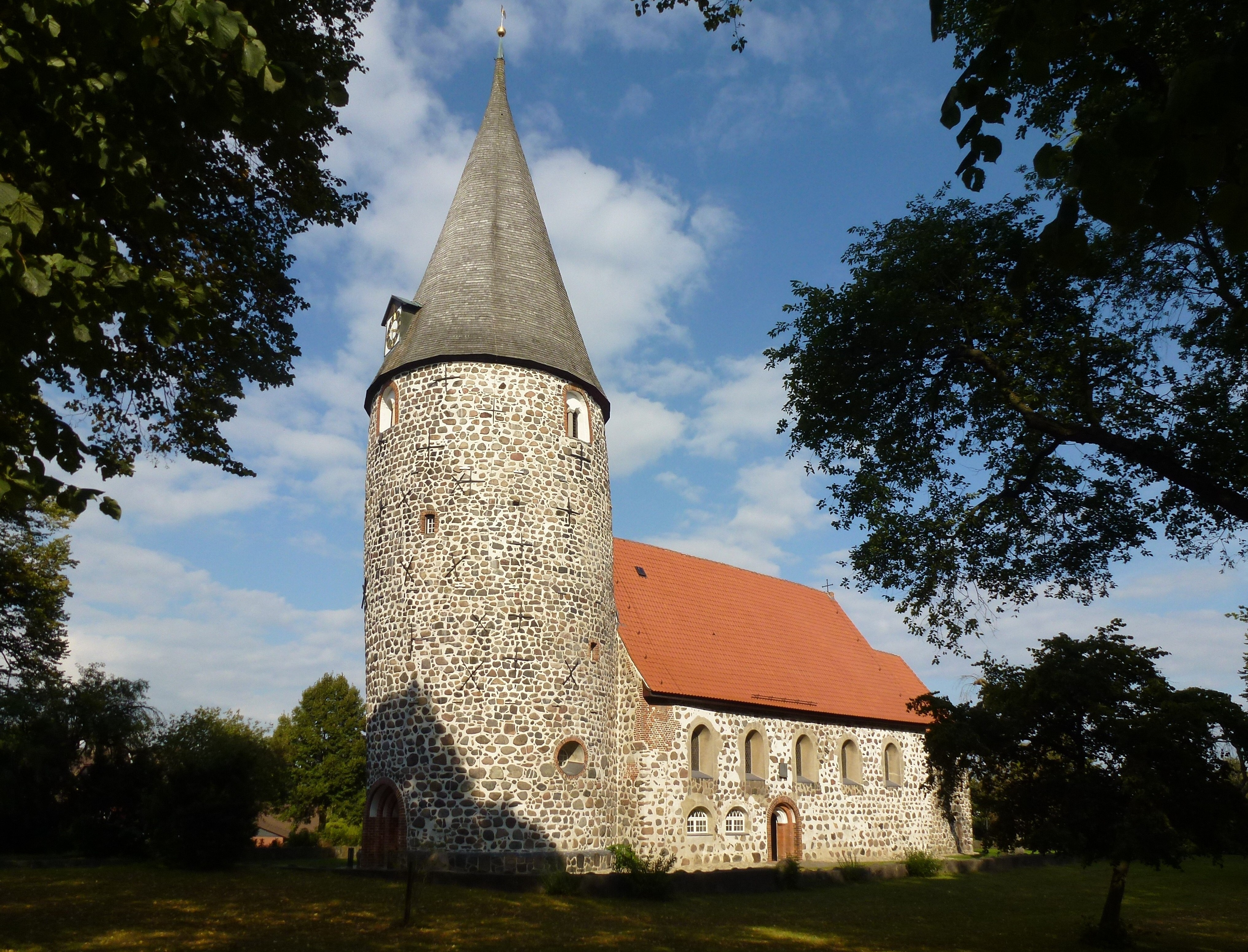
Feldsteinkirche

Im Turm befinden sich fünf Glocken mit den Schlagtönen g1, a1, c2, d2, e2. Die kleinste Glocke wurde 1925 von der Glockengießerei Bachert zu vier historischen Glocken gegossen, die von Nikolaus Gage und Lorenz Strahlborn stammten. Diese vier mussten im Zweiten Weltkrieg als Metallspende abgegeben werden. Nur die kleine Glocke von 1925 blieb erhalten. Als Ersatz wurden, wiederum von der Gießerei Bachert, 1962 zwei Glocken (Schlagtöne a1, c2) und 1993 zwei weitere (Schlagtöne g1, d2) gegossen, so dass das Geläut seitdem wieder vollständig ist.

## Geistliche
- Adolph Heinrich Eckermann (1778–1850), Pastor von 1808 bis 1850
- Adolf Schütte (1878–1957), Pastor von 1908 bis 1912, später Kirchenrat in Oldenburg
- Joachim Hossenfelder (1899–1976), ehemals führender Vertreter der Deutschen Christen, Pastor von 1954 bis 1969

## Sehenswertes in der Umgebung
In der Nähe der Kirche befinden sich
- die Wilhelmseiche in Ratekau mit dem Wilhelmsstein zur Erinnerung an den 100. Geburtstag von Kaiser Wilhelm I.
- ein Gedenkstein für General Blücher zur Erinnerung an die Kapitulation der preußischen Heeresgruppe nach der Schlacht bei Lübeck am 7. November 1806 im Ratekauer Pfarrhaus
- die Steinkiste von Ratekau, ein Megalithgrab aus der Zeit der Glockenbecherkultur

## Bilder

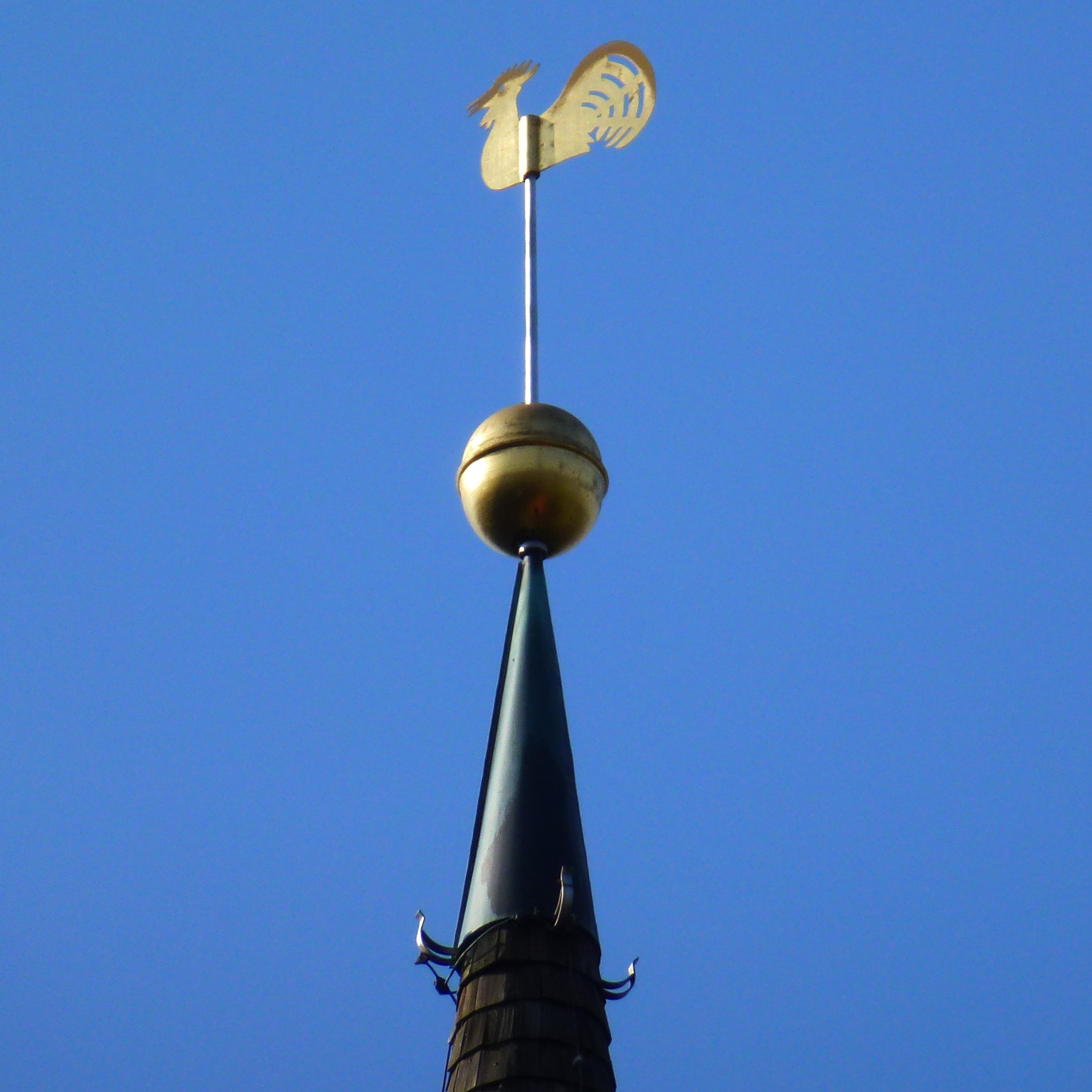
Turmhahn
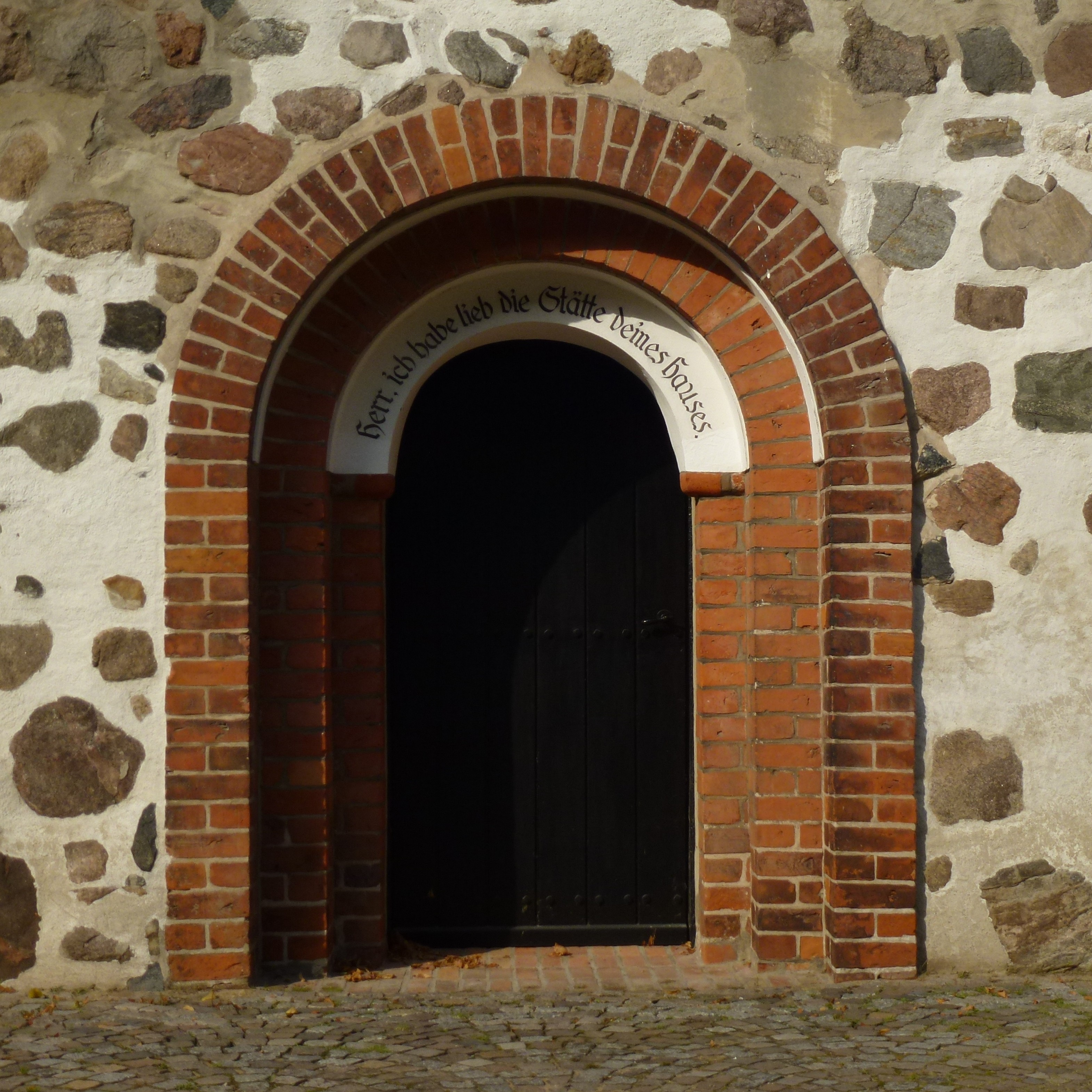
Südportal
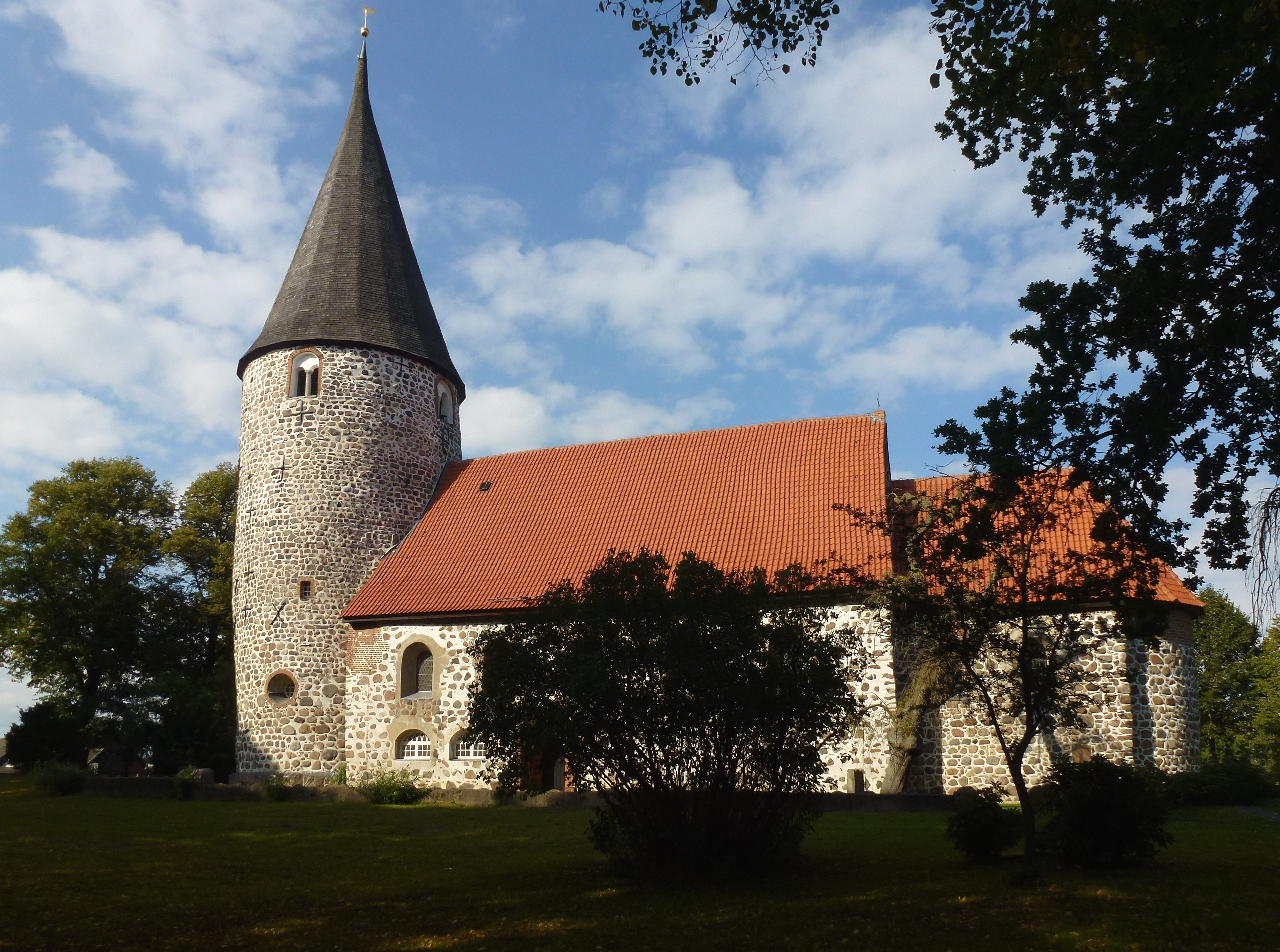
Ansicht von Süden
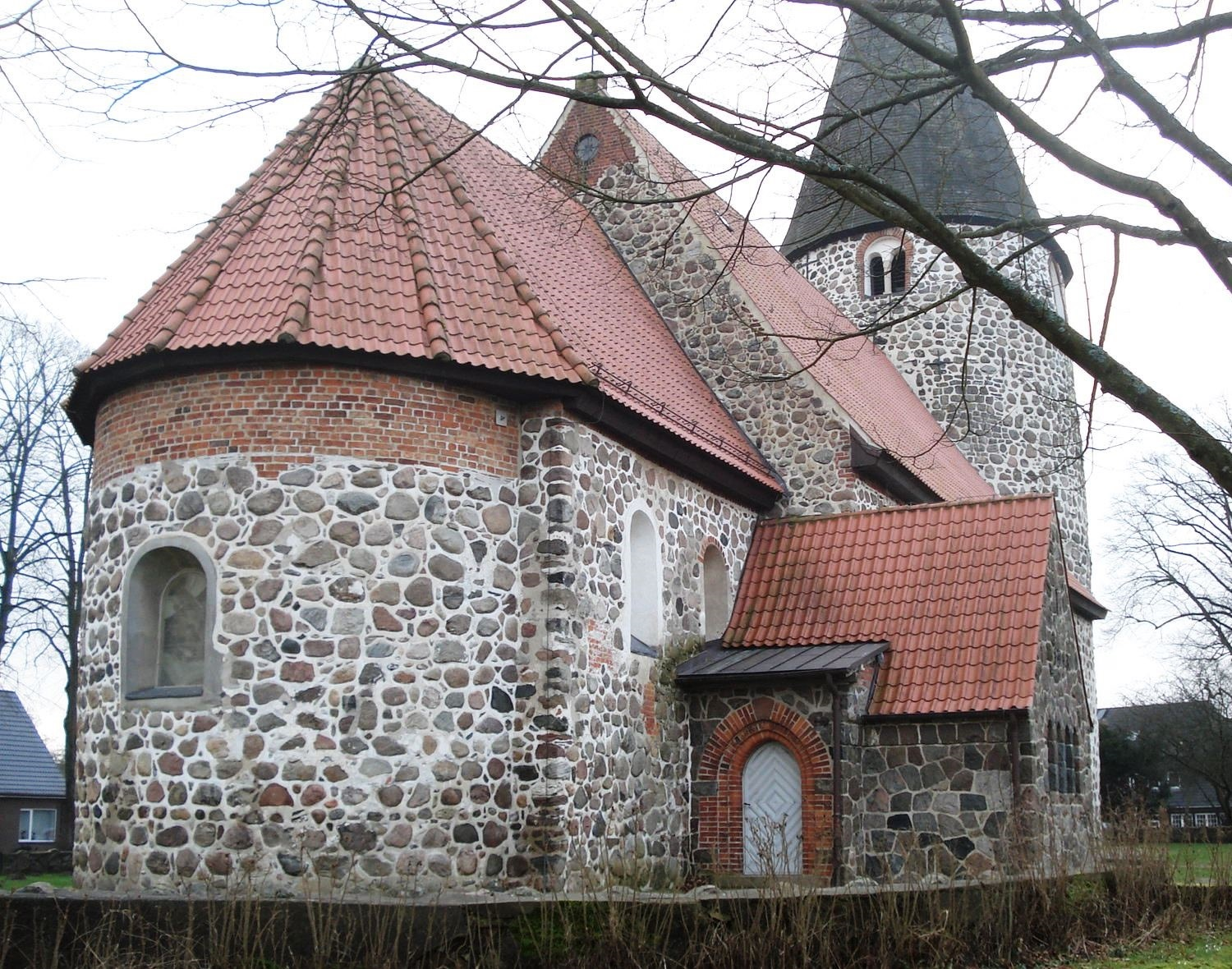
Ansicht aus Nordost (mit der Sakristei von 1913)
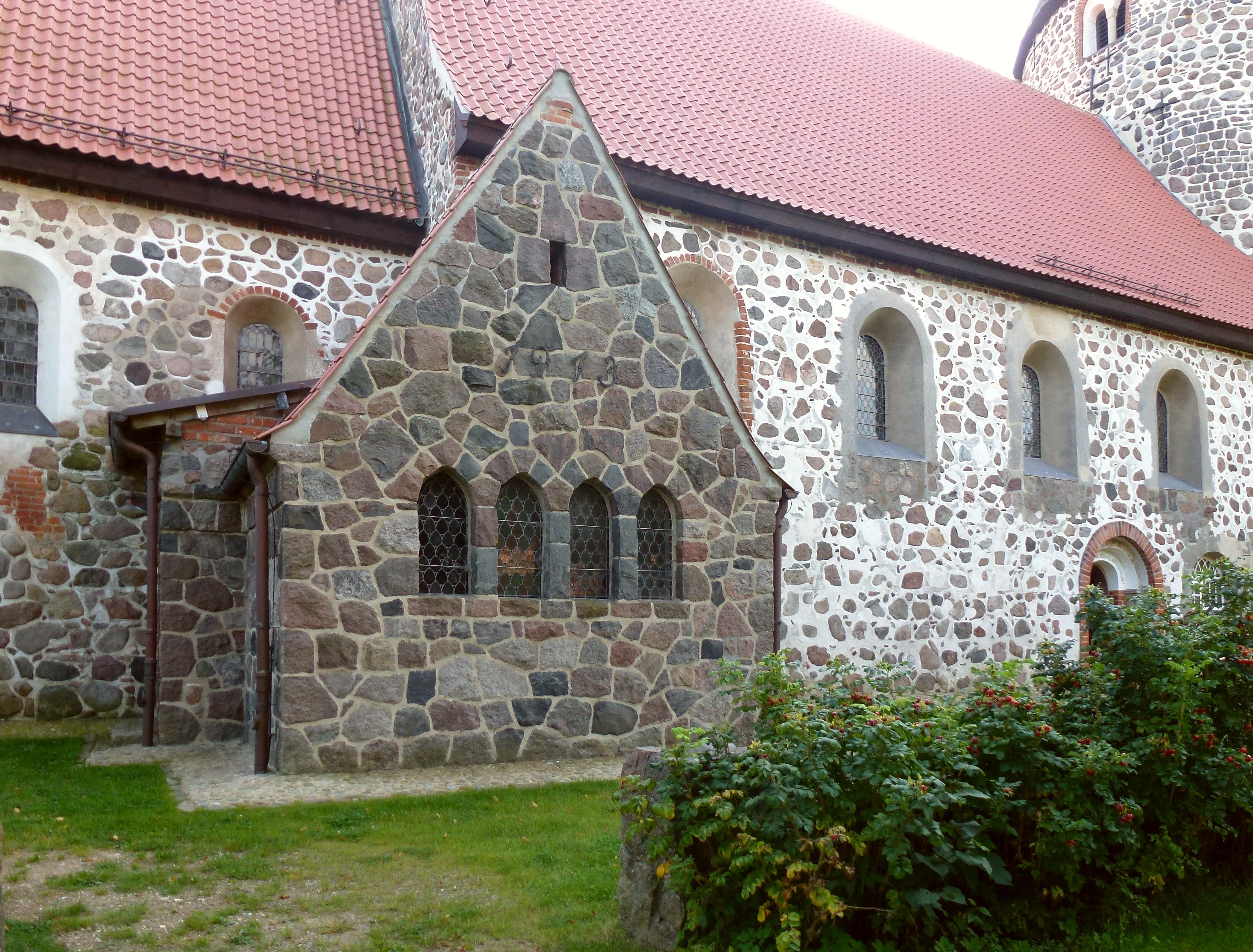
Ansicht von Norden (Detail)